# ليتني ما عرفت الحب (فلم)
ليتني ما عرفت الحب  فيلم دراما، رومانسي، تشويق وإثارة مصري للمخرج أنور الشناوي  عام 1976 عن قصة فاروق صبري  وسيناريو وحوار صبري عزت. الفيلم من بطولة محمود ياسين، ميرفت أمين، عادل أدهم، عماد حمدي، محمود المليجي، ورجاء الجداوي  وتدور أحداثه حول الشابة ميرفت التي تسعى للهروب من الفقر بالزواج من الثري سامي الذي يسعى لإنجاب وريثاً لثروته الطائلة، وتحدث المفاجأة ويموت الزوج تاركاً ثروته للشابة ولكنها تواجه مطاردة قاتله.
صدر الفيلم إلى دور العرض المصرية في 4 ديسمبر 1976.
منح موقع قاعدة بيانات الأفلام على الإنترنت (IMDB) الفيلم درجة 4.9/ 10.
منح موقع قاعدة بيانات الأفلام العربية "السينما.كوم" الفيلم درجة 5.5/ 10.

## طاقم التمثيل
ميرفت أمين: في دور سلوى رؤوف (بائعة محل الأزياء)
محمود ياسين: في دور المهندس محمود فهمي
عادل أدهم: في دور فريد
عماد حمدي: في دور الثري سامي غنيم
محمود المليجي: في دور طبيب المستشفى
رجاء الجداوي: في دور نادية (صديقة سلوى)
سحر حمدي: في دور الراقصة
أديب الطرابلسي: في دور موظف استقبال الفندق
عامر عدنان: في دور الطفل علاء
فتحية علي: في دور زوجة عم سلوى
شفيق حسن: في دور عامل في فندق بيروت
كمال سرحان: في دور موظف أمن الفندق
منى عبد الله: في دور الممرضة 

## أحداث الفيلم
تعيش سلوى رؤوف (ميرفت أمين)، بعد موت والديها، مع عمها وزوجته القاسية (فتحية علي) وتعمل بائعة في محل لأزياء النساء. تلتقي في المحل بالثري سامي غنيم (عماد حمدي) الذى يعجب بها، ويعرض عليها الزواج، ورغم كبر سنه توافق سلوى على الزواج لينتشلها من الفقر. يطمع سامي غنيم في وريث تنجبه له سلوى، ولكنه يكتشف أنها عقيمة، ويعلنها أنه سيطلقها ويتزوج غيرها، حيث تتقرب له صديقتها نادية (رجاء الجداوي) الطامعة في الزواج به بعد التخلص من سلوى التي تنهار أعصابها، ويضطر زوجها لإيداعها إحدى مستشفيات الأمراض العصبية الخاصة. يحضر سامي لزيارتها بصحبة صديقتها ناديه، وتسمعهم من طرف خفي، يخططان للزواج بعد التخلص منها عقب خروجها من المستشفى. في صباح اليوم التالي يصلها خبر وفاة زوجها سامى مقتولا، فتنهار وينصحها طبيب المستشفى (محمود المليجي)، بالسفر للخروج من حالتها. تسافر سلوى إلى بيروت، لتكتشف ان هناك من يراقبها، ويتتبع خطواتها. تتعرف سلوى على المهندس محمود فهمي (محمود ياسين)، الذي يقضي أجازة في بيروت ومعه إبنه الصغير علاء (عامر عدنان)، وترى معه إبنا آخر، ولكنه يخبرها أنه غير متزوج، وأن علاء إبن أخيه، والطفل الآخر إبن صديقه، وإنه يحب الأطفال جداً، وأنه ضعيف أمام الأطفال. تتوطد العلاقة بين محمود وسلوى وتتحول إلى حب، ويصارحها محمود بأنه فشل في زواجه الأول، بسبب عدم قدرته على الإنجاب، وفى لحظة ضعف، تسارع سلوى وتعرض الزواج على محمود، لأنها أيضا لا تنجب، ولن يكون عدم الإنجاب حائلا بينهما، ويوافق محمود ويتركها لإحضار خاتم الزواج. يطرق فريد (عادل أدهم) باب غرفة سلوى في الفندق، ويكشف لها إنه يتبعها منذ خروجها من مصر، وإنه يعلم سرها، ويريد شيكا بنصف ما ورثت من زوجها، حتى يلتزم الصمت، ولكنها تصده وتهدده بإبلاغ الشرطة. تطلب سلوى من محمود الإنتقال لفندق بالجبل بعيدا عن بيروت. يستمر فريد يلاحق سلوى حتى الجبل، وتقتحم سلوى عليه حجرته وتهدده بإبلاغ الشرطة، ويهددها مرة أخرى فتضربه على رأسه فيسقط غائباً عن الوعي. تسارع سلوى بالانتقال لفندق آخر مع محمود، ولكن فريد يفيق ويلاحقها في كل مكان. يكتشف محمود ما يحدث ويسأل عن سر مطاردة فريد لها، فتبلغه بأمر زوجها سامي وصديقتها نادية، وتكشف له كيف أنها وضعت المخدر للممرضة في الشاي، وانطلقت سراً من المستشفى ليلا لتقابل زوجها سامى، الذي قرر التخلص منها بالطلاق، وتفقد السيطرة على أعصابها، وتتناول مسدس زوجها وتطلق الرصاص عليه فقتلته، وتعود للمستشفى دون أن يلحظ أحد خروجها أو عودتها، وتشهد المستشفى انها لم تغادر، وبذلك بعد عنها الاتهام، وورثت زوجها وجاءت إلى لبنان لتستجم. وهنا يظهر فريد بعد أن يسجل اعترافها على شريط، ويبلغها أن المهندس محمود هو في الحقيقة العقيد محمود فهمي، وقد نصبوا لها شركا، للإيقاع بها.

## وصلات خارجية
- ليتني ما عرفت الحب على موقع IMDb (الإنجليزية)
- ليتني ما عرفت الحب على موقع الدهليز
- ليتني ما عرفت الحب على موقع قاعدة بيانات الأفلام العربية
- ليتني ما عرفت الحب على موقع قاعدة بيانات الفيلم (الإنجليزية)
- ليتني ما عرفت الحب على موقع ليتربوكسد (الإنجليزية)
- ليتني ما عرفت الحب على موقع كينوبويسك (الروسية)
- ليتني ما عرفت الحب على موقع الدهليز
- ليتني ما عرفت الحب على موقع كاروهات

https://ru.kinorium.com/1987424/ ليتني ما عرفت الحب (فلم)
https://www.csfd.cz/film/743081-letani-ma-araft-al-hob/hraji/ ليتني ما عرفت الحب (فلم)